# Abadia de Solesmes

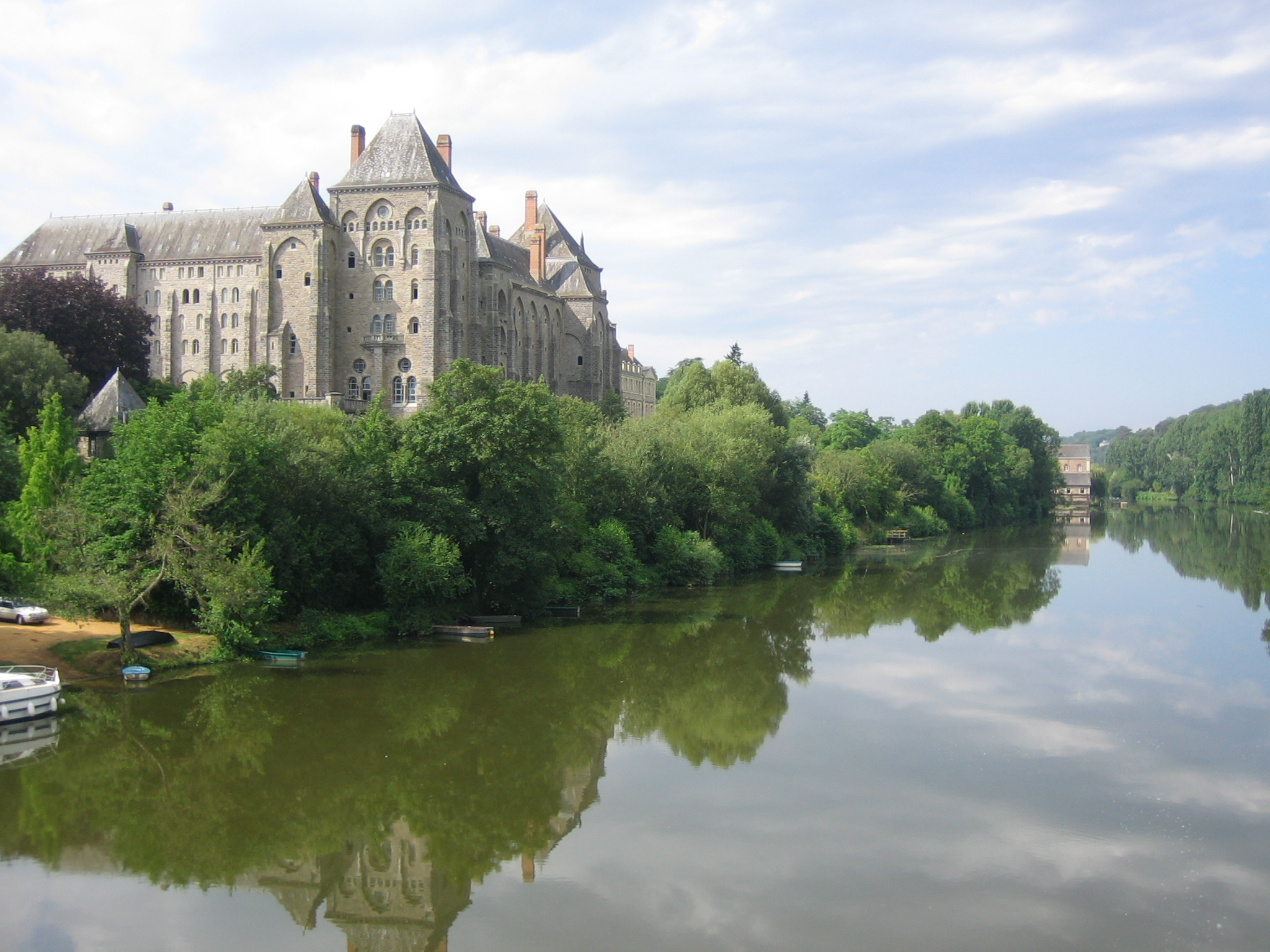
Abadia de Solesmes

Abadia de Solesmes o Abadia de Sant Pere de Solesmes (francès: Abbaye Saint-Pierre de Solesmes) és un monestir benedictí de Solesmes, Sarthe, França, amb uns orígens que es remunten a l'any 1010 Forma part de la Congregació de Solesmes, o Congregació de França, dins de la confederació benedictina. L'abat actual és el Reverend Dom Abbot Geoffrey Kemlin, OSB, elegit el 2022.
Simple priorat dependent de l'Abadia Couture de Le Mans fins a la Revolució, l'Abadia de Solesmes deu la seva fama internacional a Dom Prosper Guéranger, famós per haver dut a terme la restauració de la vida monàstica benedictina i del propi orde benedictí a França, després de la Revolució Francesa, així com la litúrgia i el cant gregorià del què n'és considerat el bressol mundial.

## Història

### Parròquia
Abans de la fundació de l'Abadia de Solesmes, hi havia una parròquia en el mateix lloc. Aquesta parròquia podria haver estat ja fundada al segle V. L'evidència també suggereix que el lloc podria haver estat construït per primera vegada al segle VI o VII. Aquesta primitiva parròquia estava envoltada per un gran cementiri. Els sarcòfags trobats al lloc suggereixen que poden remuntar-se al període merovingi. Aquests llocs encara es conserven fins als nostres dies.

### Priorat

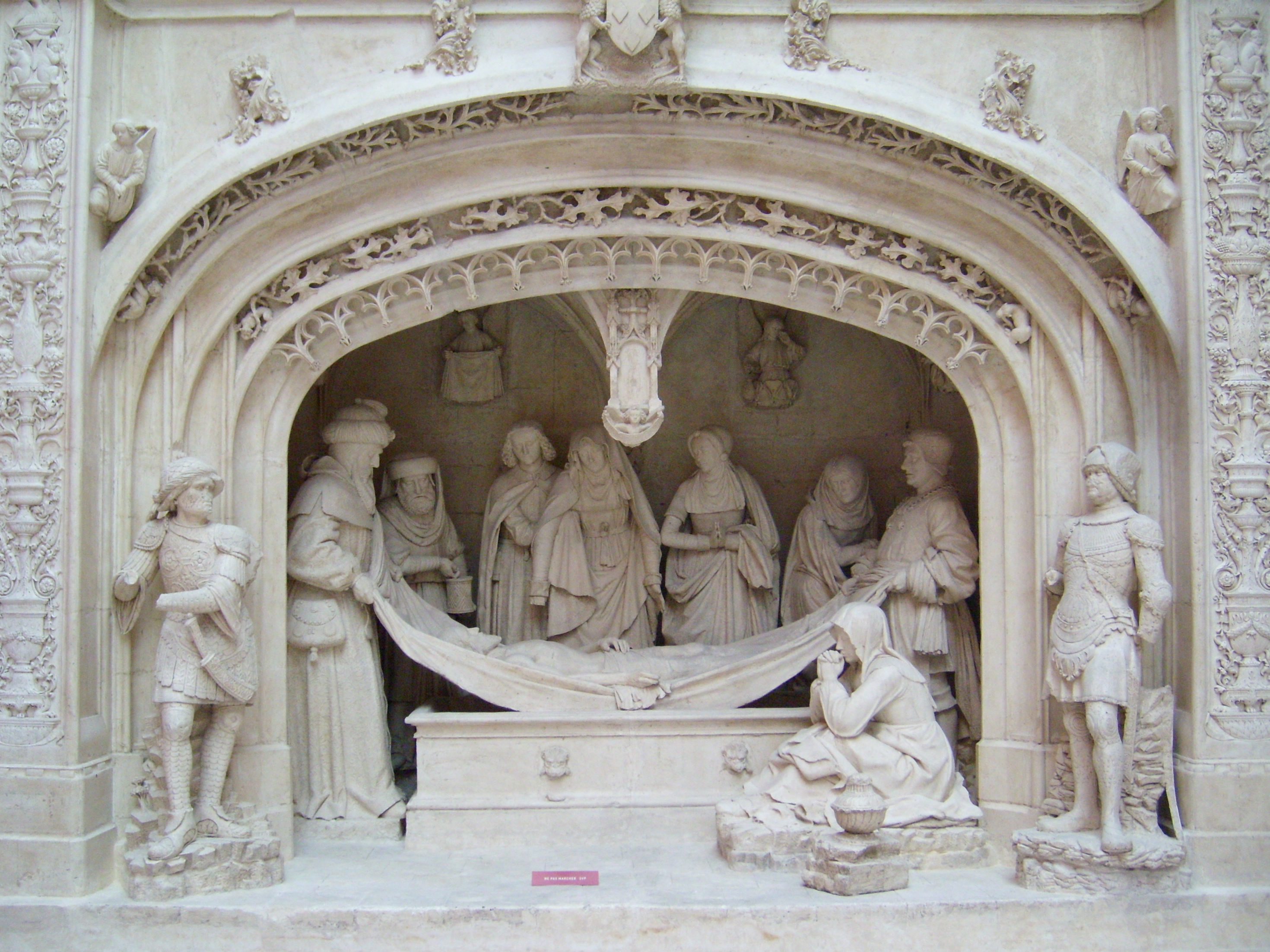
Mise au tombeau du Christ, Solesmes

L'Abadia de Solesmes va ser fundada l'any 1010 per Geoffrey, Senyor de Sablé, qui donà el monestir i la seva granja als monjos benedictins de l'abadia de Sant-Pierre de la Couture, "per a la redempció de la seva ànima i la dels seus pares, o aquells que anaven davant d'ell i els que vindran després d'ell". L'església va ser inaugurada el 12 d'octubre, entre el 1006 i el 1015.

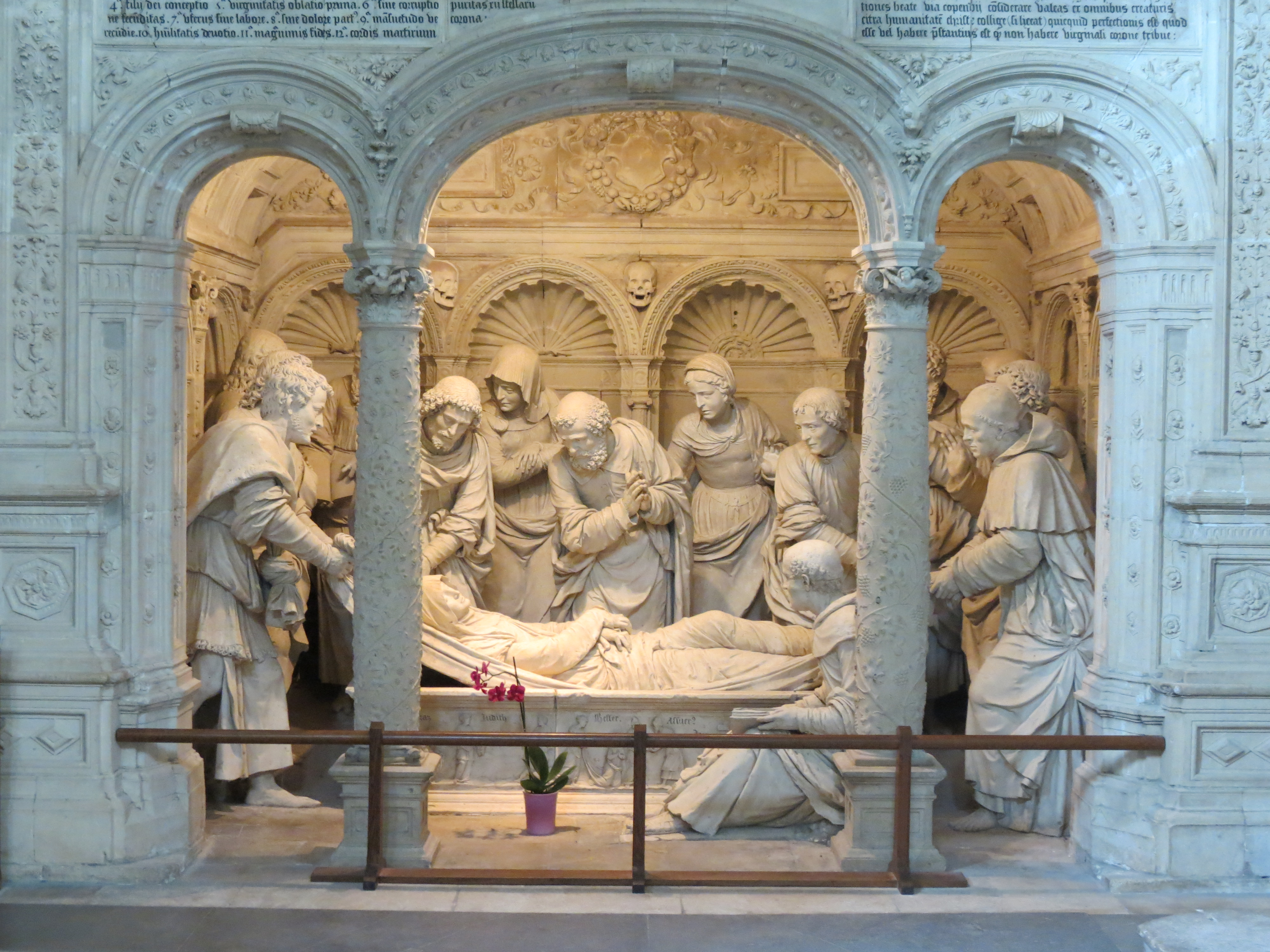
Dormition de la Vierge, Solesmes

Al segle XII, un senyor de Sablé va tornar de Terra Santa en possessió d'una relíquia. Aquesta relíquia, al ser una peça de la corona d'espines, va ser lliurada als germans de Solesmes per a la seva custodia i veneració. La presència d'aquesta relíquia va atraure multituds i va permetre que el monestir guanyés popularitat i fama. Aquesta relíquia està representada al centre de l'escut del monestir.
Solesmes va ser saquejada i cremada durant la Guerra dels Cent Anys però posteriorment va ser restaurada. La reconstrucció de l'església va començar a finals del segle XV. El prior Philibert de la Croix va canviar la seva planta de la forma basílica a una creu llatina. El seu successor, Jean Bougler (1505–1556), va completar la restauració de l'església, va afegir la torre i va reconstruir el claustre, la sagristia i la biblioteca. Sota la seva direcció es van instal·lar a l'església dos famosos grups d'estàtua, coneguts com els "Sants de Solesmes". Al segle XVI aquestes obres mestres estaven en perill de ser destruïdes pels hugonots i altres iconoclastes, però els monjos les salvaren erigint barricades.
A partir del segle xvii, l'abadia de Solesmes va experimentar una lenta decadència sota una sèrie d'abats elogiosos. Tals superiors, designats "in commendam", rebia part dels ingressos del monestir sense viure-hi; de vegades eren laics sense cap autoritat sobre la disciplina interna, mentre "in commendam" els clergues tenien una autoritat molt limitada. Tanmateix, l'any 1664, el monestir es va agregar a la Congregació de Saint Maur (els mauristes) i es va reprendre una observació monàstica més estricta.
Després de la Revolució Francesa, la recentment constituïda Assemblea Nacional Constituent va prohibir tots els vots religiosos el 13 de febrer de 1790. A Solesmes un dels set monjos (el sotsprior) va trencar els seus vots de convertir-se en sacerdot constitucional i soldat de la República. A principis de 1791, els monjos van començar a abandonar el monestir, i els que van resistir van ser empresonats o deportats a l'illa de Jersey. Un d'ells, Dom Pierre Papion, es va amagar per celebrar misses secretes per tota la regió. Després de signar el Concordat de 1801, esdevé capellà de l'hospice de Sablé. Solesmes, els ocupants de la qual havien estat expulsats el març de 1791, va ser requisat com a residència rural d'un tal Henri Lenoir Chantelou i els seus arxius van ser cremats en una foguera "cívica" el 14 de juliol de 1794. L'església va ser reoberta en l'època del Concordat i la família Lenoir de Chantelou va rebre estàtues del mateix Napoleó perquè no fossin retirades les de Mans.
El 1825, els administradors de la propietat del govern van vendre els edificis monàstics i 145 acres amb les seves granges.

## Abadia
El 1831 els edificis restants, que havien escapat a la demolició durant la Revolució, però que estaven amenaçats de destrucció per falta de comprador, van cridar l'atenció d'un sacerdot nascut localment, Prosper Guéranger. Inspirat per la visió d'una vida monàstica restaurada a França, els va adquirir per a la llar d'una nova comunitat benedictina. L'any 1832 es va decidir enderrocar els edificis, començant per l'ala de llevant, avui desapareguda. Els benedictins es van traslladar l'11 de juliol de 1833. La nova comunitat va florir i el 1837 no només va rebre l'aprovació papal sinó que va ser elevada al rang d'abadia i es convertiria en la casa mare d'una extensa congregació benedictina francesa, ara la Congregació Solesmes. Aquest després esdevingué membre fundador de la Confederació Benedictina.
L'any 1866 també es va fundar a Solesmes un convent, l'Abadia de Santa Cecília, Solesmes, per la mare Cécile Bruyère (la primera abadessa) amb el suport de Dom Guéranger, que fou la primera casa de les monges de la Congregació de Solesmes.
Des de la seva restauració Solesmes ha estat dissolta pel govern francès no menys de quatre vegades. Els anys 1880, 1882 i 1883 els monjos van ser expulsats per la força però, rebent hospitalitat al barri, van aconseguir cada cop tornar a entrar a la seva abadia. Entre 1901 i 1922 els monjos es van veure obligats a exiliar-se a Anglaterra. Es van establir a l'illa de Wight i van construir l'actual abadia de Quarr. La comunitat va sobreviure a aquelles proves i a les de dues guerres mundials i encara es troba a Solesmes.
Com a part de la seva missió de renaixement monàstic, l'abadia ha estat la casa mare d'unes vint-i-cinc fundacions monàstiques, inclòs el monestir de Palendriai a Lituània.
L'abadia destaca per la seva contribució a l'avanç de la litúrgia catòlica romana i al renaixement del cant gregorià. L'any 2009 es va fer un documental sobre la vida a Solesmes i se centra en la tradició del cant al monestir.
L'Abadia va celebrar un Any Jubilar de l'11 d'octubre de 2010 al 12 d'octubre de 2010.

## Arquitectura
A continuació es fa una breu explicació dels diferents punts d'interès arquitectònic de Solesmes:

### Església
L'església abacial de Solesmes data del segle XI.L'església és llarga, estreta i està formada per dos trams: la nau i el cor del monjo. La nau es va construir entre els segles XI i XV i el Cor dels Monjos va ser construït per Dom Prosper Guéranger l'any 1865. A la nau es va haver de tapar un gran vitrall per instal·lar-hi un gran orgue, que ara s'assenta al fons de la nau.
Originàriament, a l'església hi havia dues naus, però aquestes van ser destruïdes durant la Guerra dels Cent Anys. Al costat dret de la nau es troba una estàtua de Sant Pere. Aquesta estàtua va ser creada al segle XV i mostra Sant Pere amb vestidures pontifícias, una tiara papal i amb dues claus grans. Aquestes claus commemoran Sant Pere com l'apòstol a qui Jesús va donar les " Claus del Cel ".
Dins de la secció del cor de monjos, hi ha parades del cor que són per a l'ús dels germans de Solesmes. L'església de l'abadia té seixanta-quatre parades del cor i va ser construïda el 1865. Tanmateix, vint-i-quatre d'aquestes parades es remunten a la segona meitat del segle XVI. Aquestes parades més antigues estaven ubicades originàriament a la nau de l'església. A les parades s'hi representen icones del llinatge de Jesús. Aquestes icones comencen amb Jessè, el pare de David. El llinatge es continua fins a arribar a la Mare de Déu portant el nen Jesús.

### Jardins
Actualment Solesmes té dos jardins ben cuidats. El més petit dels dos, sent la terrassa dels jardins de la casa d'hostes, envolta una petita casa recoberta de guix rosat. Aquesta zona, així com el vessant adjacent (conegut informalment com "la vall" pels membres de la congregació) és accessible pels retirants per a la meditació i la reflexió. El més gran dels dos jardins es troba dins del recinte. El recinte el defineixen els germans de Solesmes com:
« La zona delimitada per una muralla que inclou els edificis del monestir i el jardí annex i està reservada als monjos. El tancament ens ajuda a dedicar-nos a buscar només Déu, separant-nos de l'enrenou del món exterior. »
Aquesta zona, encara que generalment està restringida als membres de la congregació de Solesmes, pot ser visitada pels convidats, amb permís. Tanmateix, es demana als visitants que en respectin la pau i el silenci.

### Sants de Solesmes
Dins el transsepte de l'església es troben "Els Sants de Solesmes". Aquestes obres mestres artístiques, els creadors de les quals s'han perdut en el temps, es mostren tant a la secció nord com a la sud del transsepte. El seu període de construcció estimat va ser de c. 1530 – c. 1553 (és la data inscrita a la columnata sud). Es desconeix qui va esculpir aquestes icones, ja que gairebé tots els arxius del monestir van ser destruïts durant la Revolució Francesa. A més, amb la destrucció dels arxius del monestir també es van perdre els registres de qui va finançar la creació dels Sants de Solesmes. Es pot deduir que els Sants de Solesmes van ser donats per benefactors rics, ja que les finances del priorat en aquest període no haurien pogut finançar un projecte d'aquesta magnitud.

## La vida religiosa a Solesmes
Amb el compliment de la Regla de Sant Benet dins del monestir, la vida era, i encara és, una rígida obediència. Amb l'establiment de la Regla cap a l'any 530 dC, el monestir ha estat sempre vinculat a l'orde de Sant Benet. L'any 1084, el bisbe francès Hug de Grenoble va establir els cartoixans monàstics a Chartreuse. Tanmateix, el monestir de Solesmes no va canviar ni es va desviar del seu paper com a punt focal de la Regla de Sant Benet a França.
Solesmes, en ser un monestir benedictí, segueix un model d'oració en dues parts. L'Opus Dei consisteix en l'Obra de Déu, sent salms que es reciten en comú (juntament) i Lectio Divina sent un període de reflexió de lectura de l'Escriptura i d'abraçament de la Paraula de Déu com a centre de la vida religiosa.
A Solesmes, com en qualsevol altre monestir que compleixi la Regla de Sant Benet, el treball físic és part integral de la vida benedictina. Aquest treball manual és tal que manté i dona suport a la comunitat religiosa en el seu conjunt.
«Sant Benet ho deixa clar quan diu: "veri monachi sunt si labore manuum suarum vivunt sicut et patres nostri et apostoli" o "són veritables monjos si viuen del treball de les seves pròpies mans com els nostres pares i els apòstols". [va fer]". Així els monjos han de fer diferents tipus de treballs manuals necessaris per donar suport a la comunitat.... El treball manual té el benefici de sostenir físicament la comunitat, fent possible la vida monàstica. »
—Freeman (2013), Daily Life in Medieval Spirituality pp.12, 81–82; cita de:
Al llarg de la història de Solesmes s'ha donat importància a la pràctica i l'ús del cant gregorià. Solesmes va ser un dels molts monestirs que va utilitzar aquesta forma de cant. Es va fer un esforç concertat per reformar les variants corruptes del cant el 1899. Aquestes tradicions encara es conserven fins als nostres dies.

## Cant gregorià
L'Abadia de Solesmes destaca per la seva immensa tasca de restauració del cant gregorià. Abans de la creació de la Paléographie musicale, Dom Guéranger va encarregar a dos monjos l'estudi dels manuscrits, amb l'objectiu de restablir l'antiga litúrgia. Després de la mort inesperada de Dom Jausions, Dom Pothier va seguir endavant amb aquest projecte.Els estudis van evolucionar amb la fundació de la sèrie Paléographie musicale de Dom André Mocquereau el 1889. A partir d'ara, el taller de Paleografia hi funciona com a centre d'estudis gregorians. Si Dom Gajard el va succeir com a mestre de cor l'any 1914, Dom Mocquereau va continuar els seus estudis, i quan va morir el 1930, els volums XIV i XV estaven pendents de publicació.
A part d'aixó, cal destacar que aquest taller va ser essencial per a la redacció de l'Edició del Vaticà, en preparar les anotacions requerides a partir de manuscrits antics. De fet, Dom Mocquereau havia estat nomenat membre de la comissió pel papa Pius Obra honorable, però el taller Solesmes va haver d'arranjar les seves anotacions, de manera gratuïta, fins que l'any 1926 s'acabà l'edició. A temps complet, 12 monjos van dur a terme aquestes tasques. Sota la direcció de Dom Claire, el cor va guanyar, el 1984, el gran premi de la Lyric Record Academy amb el seu disc gravat el 1980, Noël, Messe de jour i Messe de nuit.

## Solesmes avui
Les oficines monàstiques de Solesmes estan a disposició del públic en general. L'església de l'Abadia de Solesmes està oberta al públic per al culte des de les 9:00 h (9:30 h els diumenges i els dies festius) a les 18:15 h. El monestir torna a obrir per Complies. Les exposicions sobre l'abadia, que inclouen una exposició sobre la vida monàstica dirigida per un dels germans, estan disponibles de 9:00 a 19:00 cada dia, excepte Officium Divinum vegades. L'accés a la botiga del monestir també està disponible en aquest moment.
Solesmes acull retirs espirituals per a homes, dones i grans grups mixtes. La Regla de Sant Benet diu: "Tots els convidats que es presentin han de ser rebuts com a Crist" (Regla de Sant Benet, cap. 53). El monestir té cases d'hostes dins del recinte monàstic disponibles per als homes. Tanmateix, les dones que vulguin participar en un retir no poden residir als terrenys del monestir. Hi ha cases petites gestionades pel monestir situades al poble de Solesmes, molt a prop de l'abadia disponibles per llogar. Es recomana donar quantitats al monestir per aquests allotjaments, tant per als homes que s'allotgen a l'interior del monestir, com per a les dones i famílies que s'allotgen a les cases del poble de Solesmes.

## Abats moderns de Solesmes
Inclou Guéranger, hi ha hagut set abats de Solesmes des de la seva refundació:
1. Prosper Guéranger, 1837 - 1875
2. Louis-Charles Couturier, 1875-1890
3. Paul Delatte (fr), 1890 - 1921
4. Germain Cozien, 1921 - 1959
5. Jean Prou, 1959-1992
6. Philippe II Dupont (fr), 1992 - 2022
7. Geoffrey Kemlin, 2022 - present

## Residents notoris
1. Roger Vangheluwe, com a part dels seus càstigs, per part de l'església, per abusos sexuals a menors, va confessar però va passar l'estatut de prescripció segons la llei belga. No està permès rebre visitants sense el consentiment previ de Roma ni comunicar-se amb el món exterior i viu en semi-aïllament.[28][29]

## Galeria

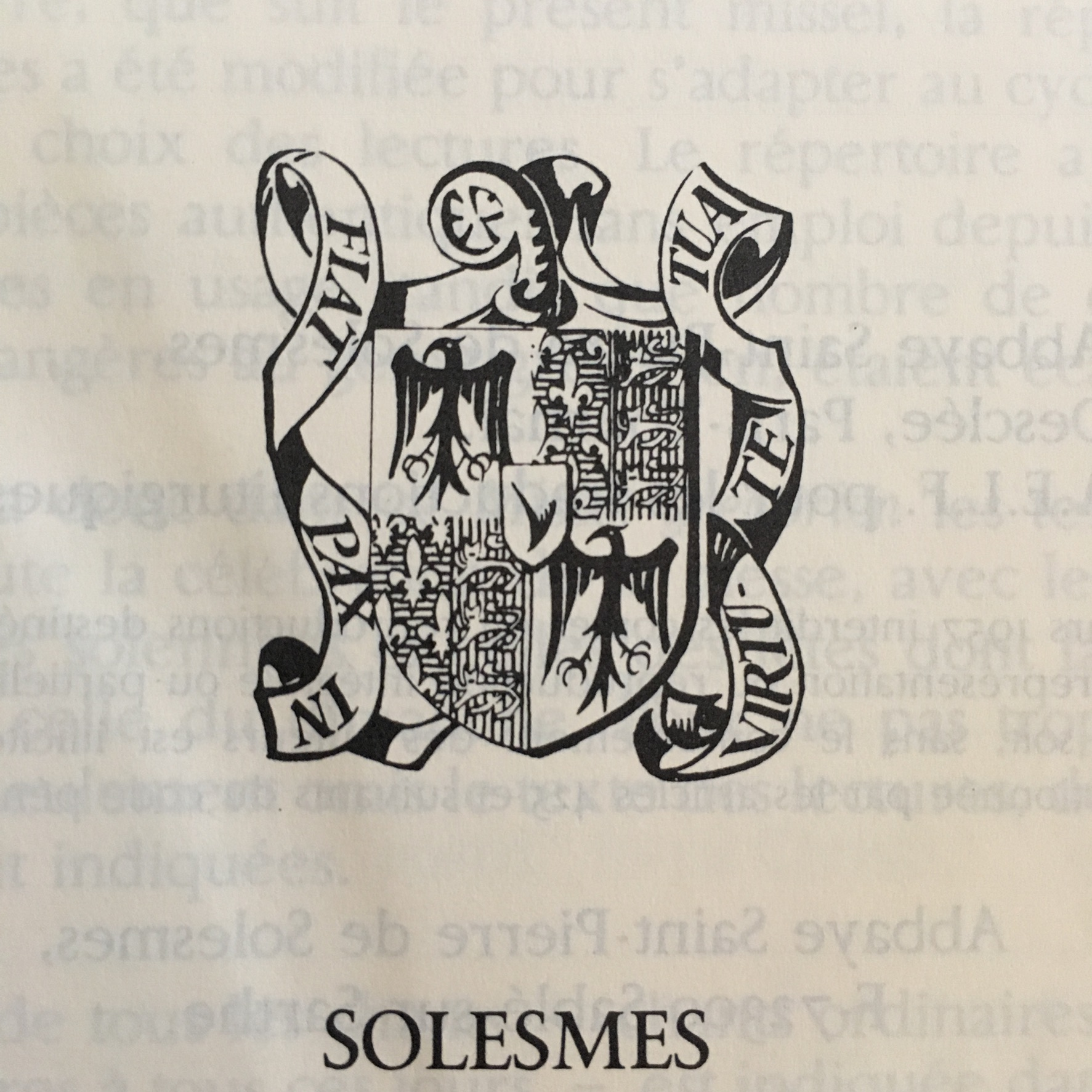
Escut de l'abadia.
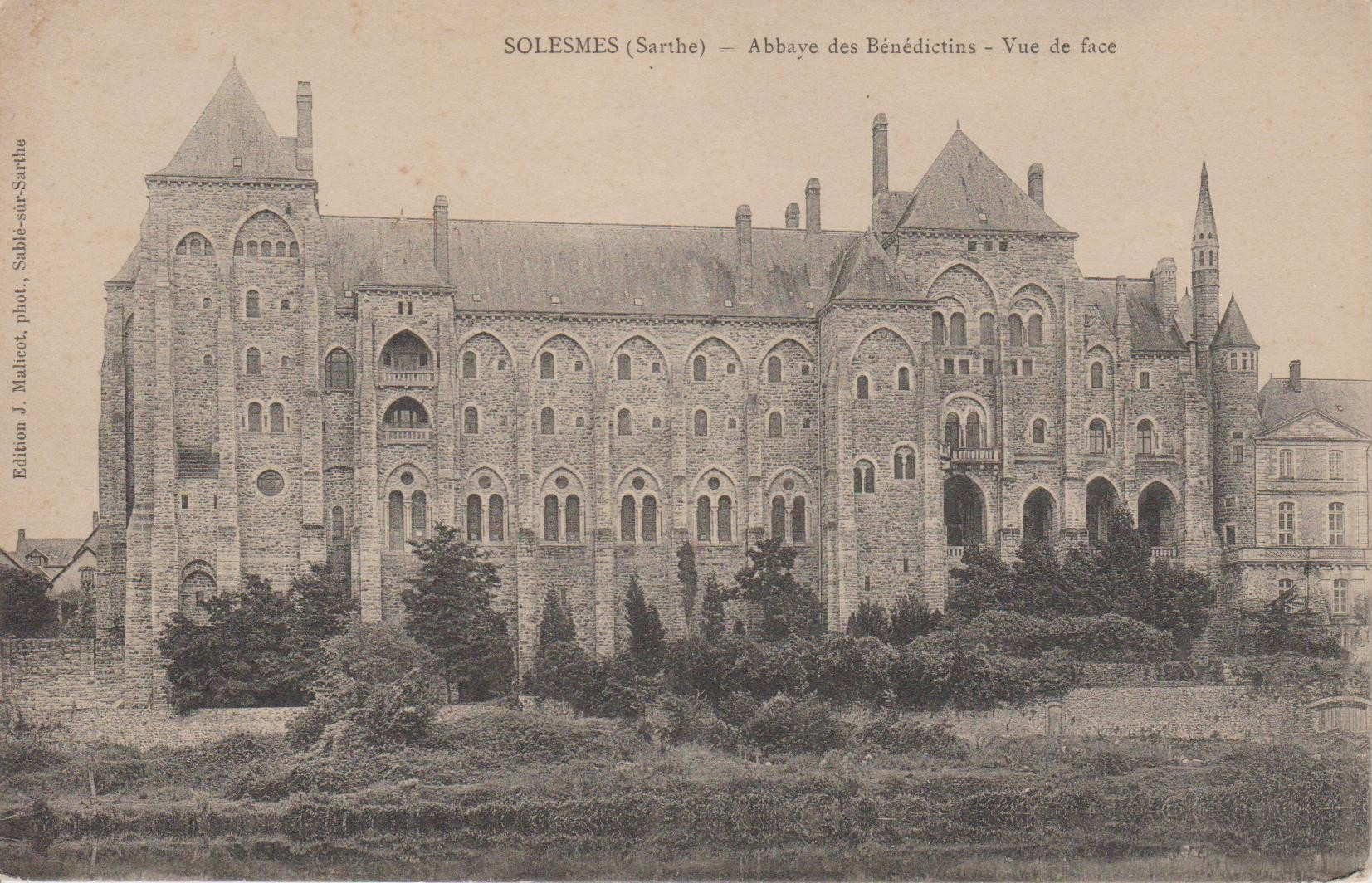
Al principi del segle XX.
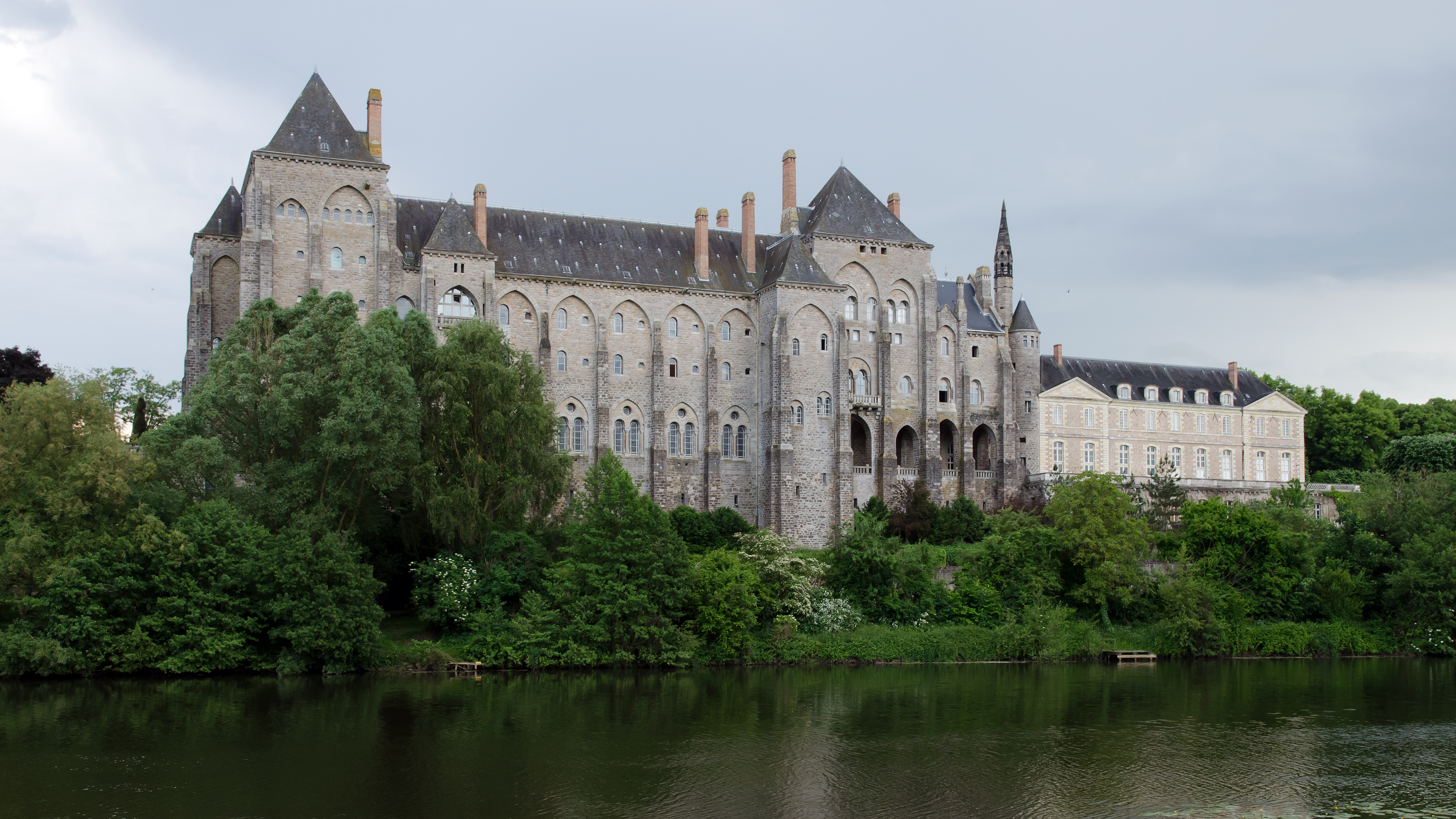
Vista general de l'altre banc (2013).
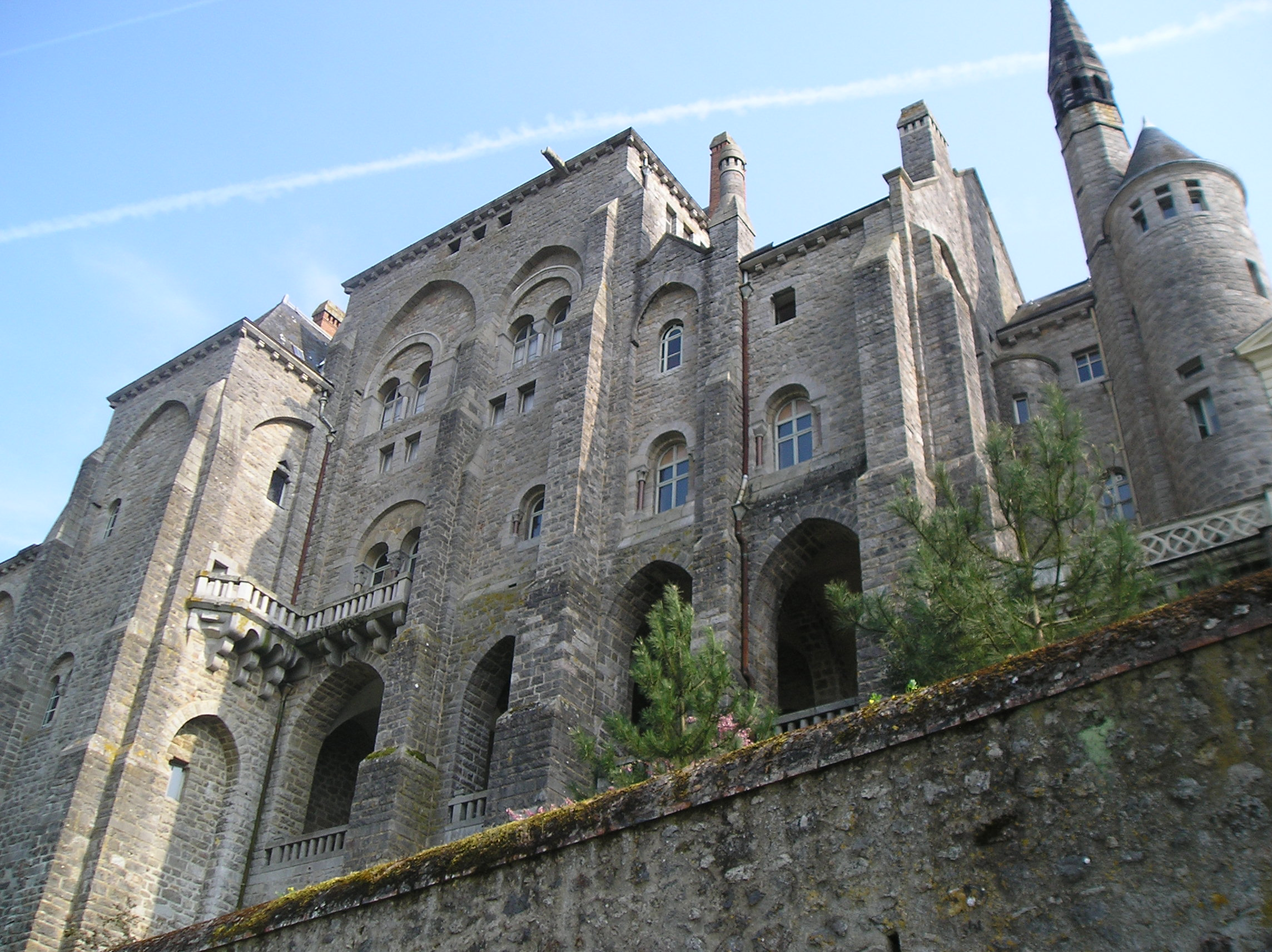
Vista dels més menuts dels murals.
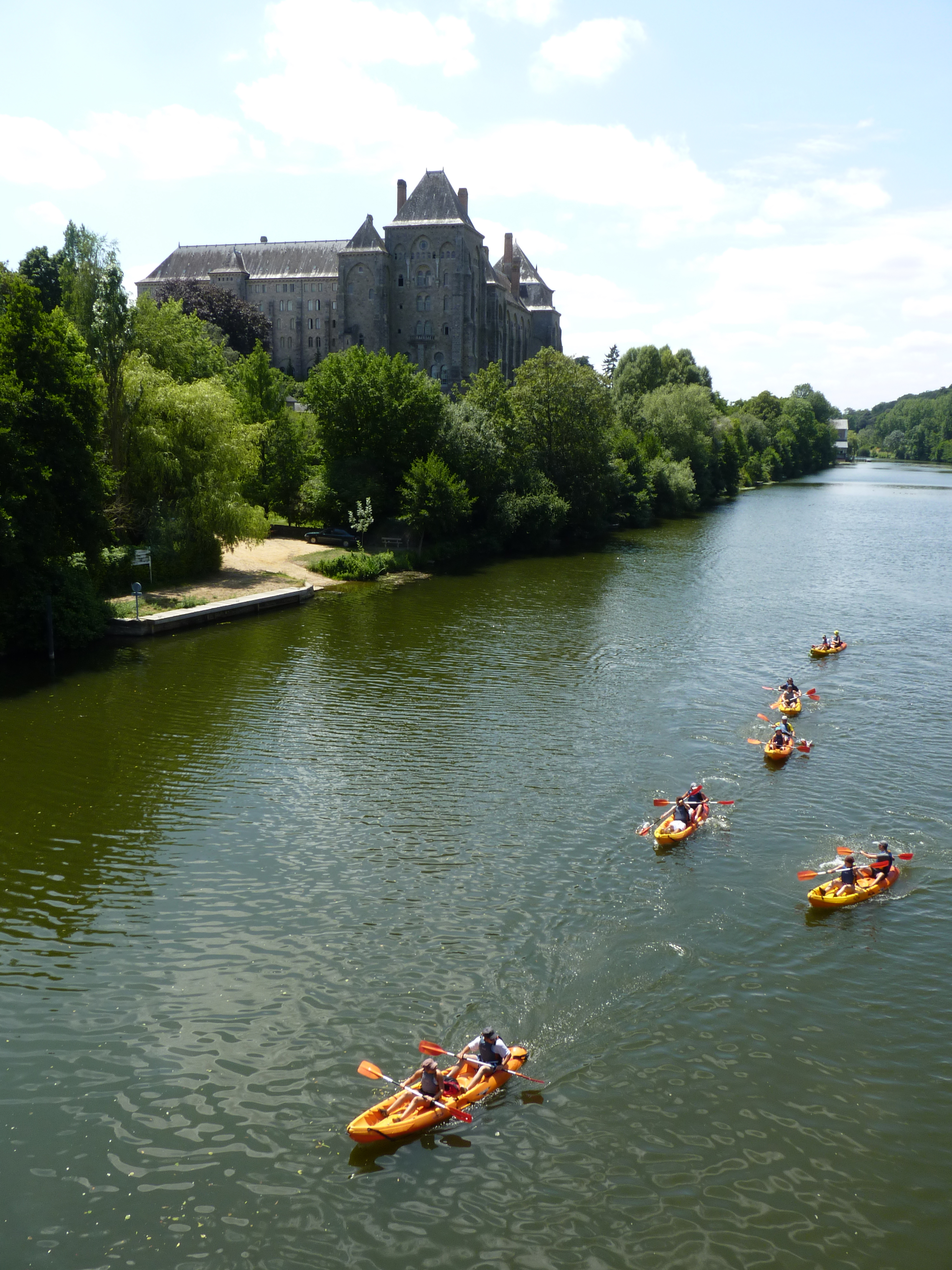
Vista de Sarthe.
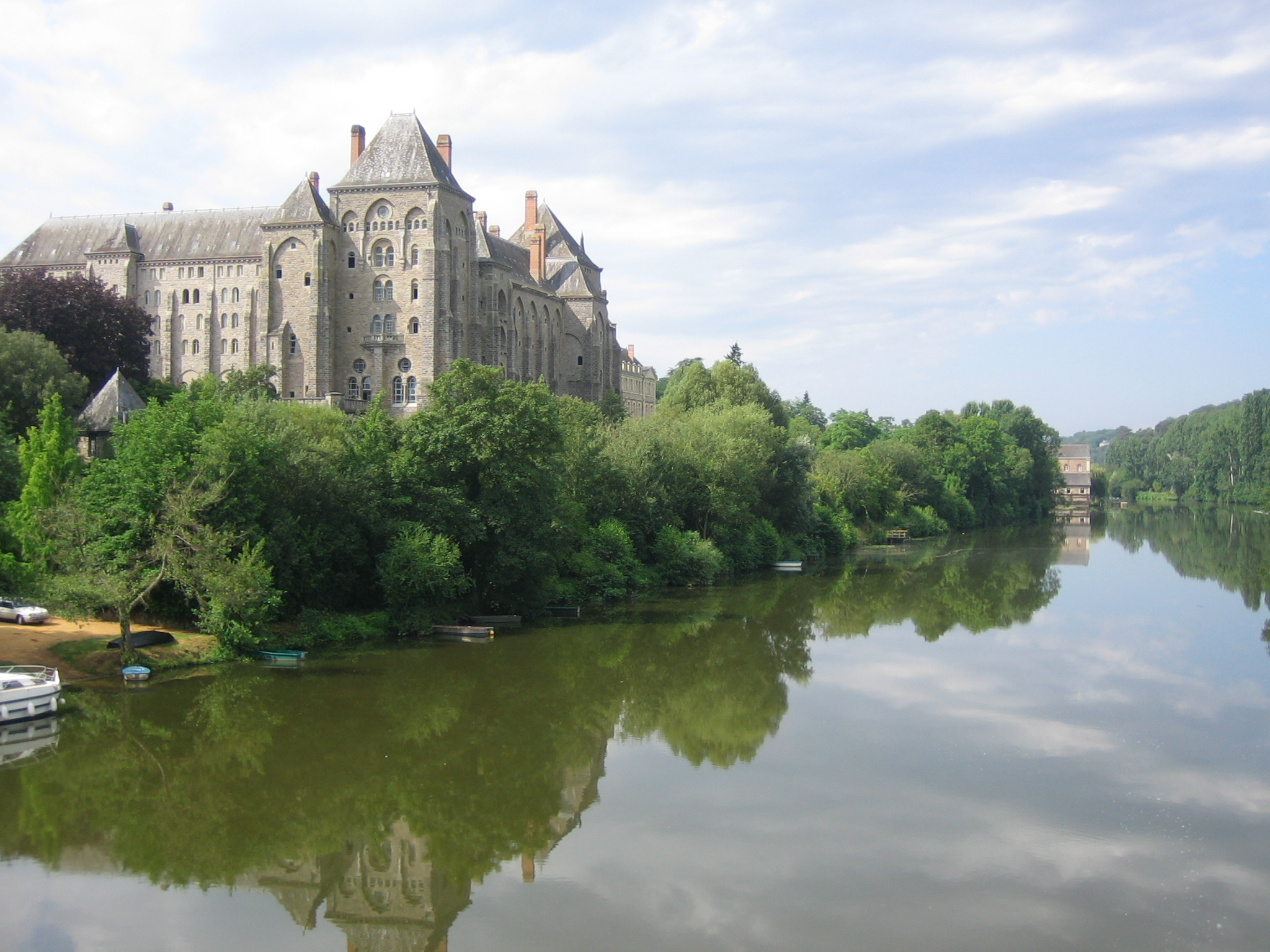
Edifici en el seu únic entorn.
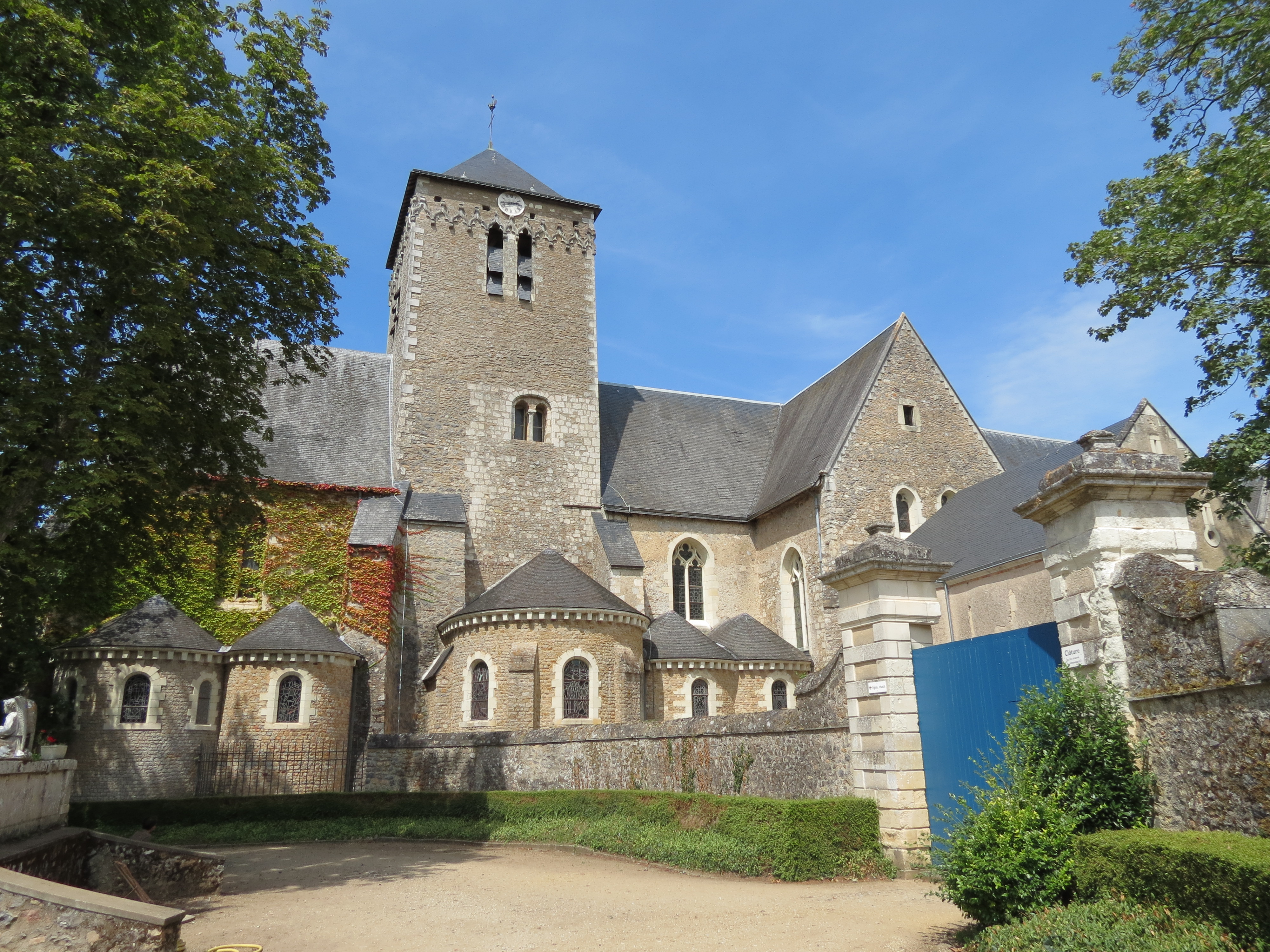
Església de Saint-Pierre.